# 法実証主義
法実証主義（ほうじっしょうしゅぎ、英: legal positivism, 独: Rechtspositivismus）は、実証主義（英: positivism, 独: Positivismus）を法学に応用した考え方で、経験的に検証可能な社会的事実として存在する限りにおいての実定法・人定法のみを法学の対象と考える。そのためわかりやすく実定法主義（じっていほうしゅぎ）、人定法主義（じんていほうしゅぎ）などと言い替える者も少なくない。正義・道徳・自然法といった形而上的な要素と法の必然的連関を否定し、規範と事実の分離を法の探求における前提とするため、自然法学と対置される。

## 歴史
法哲学における法実証主義に類する思考そのものは、ほとんど普遍論争まで遡ることができるが、それを体系的に纏め上げた最初の法哲学者は、イギリスの哲学者ジェレミ・ベンサムである。デイヴィッド・ヒューム経由で事実と価値の分離論を引き継ぎ、功利主義の立場から自然法思想及びコモン・ローを批判したベンサムの理論は、ジョン・オースティンの主権者命令説に引き継がれ、分析法学派の基礎を築くものとなった。このため、分析法学の学統を受け継ぎそれを再興したハーバート・ハート以来の英米系法哲学では、法実証主義がなお有力であり、法哲学者は自己の立場を法実証主義との異同から明らかにする形で提示することが多い。
また、法実証主義に見られる方法二元論の立場を、ヒュームからではなくイマヌエル・カント経由で引き継いだのがハンス・ケルゼンである。新カント派に属するケルゼンは方法論上、法の認識における、事実と規範の徹底した分離を要求する。これによって、事実とは完全に切り離された、純粋な規範の体系の探求としての純粋法学が誕生することになる。
ヒュームを引き継ぐ英米系の法実証主義は、法の存在条件を社会的事実に求め、価値の問題を「あるべき法」を探求する正義論へとさし回して留保するが、カントを引き継ぐ大陸系の法実証主義は、ケルゼンに見るように法の内的体系性において法の「（事実とは切り離されるべき）規範性」を強調する。英米・大陸の両者の間で、方法二元論が全く異なる形態をとっていることに、注意が必要であろう。

## 悪法問題
法実証主義には、それが正義や善といった価値から法を切り離してしまう（「悪法も法である」※悪法であっても法である以上、効力があるとされている間はそれを守らなければならないということを意味する）ので、悪法に対する批判的態度を失わせる、といった批判がなされ、また法実証主義は戦後、ナチス体制下においてあった悪法への批判の基礎になれなかったとして、自然法学派からの批判にさらされた。グスタフ・ラートブルフの確信犯論が著名。
しかし、法実証主義は、法概念論（法の認識）と法価値論（法の評価）との峻別を主張するのみであって、法価値論の放棄を説くものではない。実際、ベンサムのコモン・ロー批判、ハートのリーガル・モラリズム批判、ケルゼンのイデオロギー批判など、法実証主義者は多くの場合、精力的な悪法批判者でもある。法実証主義は、法の存在条件を社会的事実のみに求めるので、法が法であるというだけで遵守されるべきだとは主張しない。